# Poststadion
Das Poststadion ist ein im Jahr 1929 fertiggestelltes Sportstadion mit Leichtathletikanlage in der Lehrter Straße 59 im Berliner Ortsteil Moabit des Bezirks Mitte. Es grenzt an den Fritz-Schloß-Park und wird zusammen mit der Grünanlage auch SportPark Moabit genannt.
Die Sportanlage gehört zu den größten Sportanlagen Berlins. Sie besteht im Wesentlichen aus einem Stadion mit Naturrasen, fünf Großfeldern mit Kunstrasen, einem Kleinspielfeld mit Kunstrasen, zwei Leichtathletikanlagen, einer Sport- und Ruderhalle, einer Rollsportanlage, einem Skatepark, einer Kraftsport-Anlage, einem Familiensportplatz, einer Kletterhalle des Deutschen Alpenvereins und Tennisplätzen.

## Geschichte

### 1925–1990
Das Stadion entstand für den Post SV Berlin im Auftrag der Reichspostverwaltung auf dem Gelände des ehemaligen Exerzierplatzes der Garde-Ulanen unweit des Lehrter Bahnhofs.
Die Anlage wurde nach den Plänen des Architekten Georg Demmler zwischen 1926 und 1929 geschaffen. Bei der Anlage wurden Rasen-, Wasser- und Hallensportarten in eine große Volkssportstätte zusammengefasst. Sie war Vorbild für ähnliche Sportparks, die in der Weimarer Republik in anderen deutschen Städten angelegt wurden.
Das große Wettkampfstadion mit Tribünengebäude für ursprünglich 35.000 Zuschauer war von zehn Tennisplätzen, einem Tennisstadion, vier Fußballplätzen, einer Schwimm- und Ruderhalle und einem Sommerbad umgeben. Die Einweihung der Hauptanlage fand am 28. und 29. Mai 1927 statt.
Teile des Stadions wurden im Zweiten Weltkrieg zerstört und bereits 1945 weitgehend wieder aufgebaut, sodass der Spielbetrieb im Sommer 1945 wieder aufgenommen und das Freibad am 19. August 1945 wiedereröffnet werden konnte. Das in moderner Bauweise wiederaufgebaute Hallenbad wurde 1984 geschlossen und 1990 zu einer Turnhalle umgebaut. In den 1950er Jahren entstand die Rollsportanlage nördlich vom Eingangsbereich an der Lehrter Straße. Im südlichen Teil der Anlage ist von der Sektion Berlin des Deutschen Alpenvereins 2013 eine Kletterhalle und 2021 ein Vereinszentrum gebaut worden.
Nachdem seit den 1970er Jahren die Gesamtanlage langsam verfiel, begannen Ende 2003 die ersten Sanierungsarbeiten am Stadion. Seit 2005 verfügt das Stadion über eine Kunststofflaufbahn. Inzwischen ist das Tribünengebäude mit der Haupttribüne denkmalgerecht saniert. An der Gegengeraden wurden 2.200 neue Sitzschalen angebracht, sodass es heute eine Kapazität von etwa 10.000 Plätzen aufweist.

### Seit 1990
Seit dem 30. April 1990 ist das Stadion als Baudenkmal ausgezeichnet und steht seitdem unter Denkmalschutz.
2002 wurde das Freibad stillgelegt. Von Mai 2006 bis 2012 befand sich dort der Campingplatz Tentstation. Im Juni 2014 öffnete dort das Resort Vabali Spa. Die Planungen für ein Außenbecken hinter dem Stadtbad Tiergarten in der Seydlitzstraße, als Ersatz für das Freibad, wurden 2013 vorerst eingestellt und 2018 wieder aufgenommen. Das Außenbecken soll 2023/24 im Rahmen der Sanierung des Stadtbades Tiergarten gebaut werden. 2020 hat die Sanierung des Stadtbades Tiergarten begonnen.
Seit 2008 werden durch das Förderprogramm Stadtumbau Flächen und Sportanlagen um das Stadion neugestaltet. 2010 erhielt die Skater-Hockey-Anlage eine Überdachung und neue Sitz- und Stehflächen. Der ehemalige Werferplatz wurde 2013 zu einem Familiensportplatz mit Sport- und Spielgeräten umgestaltet. Der Vorplatz vor dem Tribünengebäude ist 2015 saniert worden und erhielt eine Street-Workout-Anlage. Ende 2018 wurde ein 1000 m² großer Skatepark mit Flutlichtanlage eröffnet. Die denkmalgerechte Sanierung der Kassenhäuschen wurde 2020 und 2022 die Umgestaltung des Eingangsbereiches beendet.

## Herausragende Ereignisse

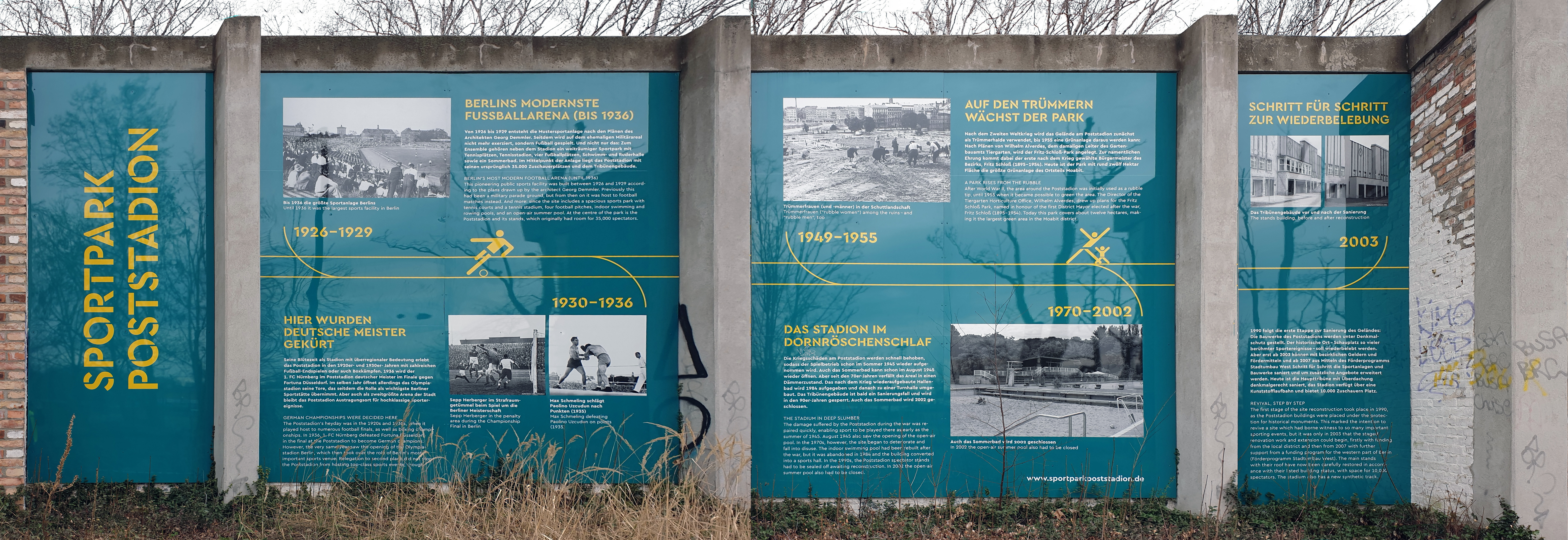
Gedenktafel auf dem Stadiongelände

Im Poststadion fanden besonders in den 1920er und 1930er Jahren viele Fußballspiele von überregionaler Bedeutung statt. 1934 trugen im Poststadion der FC Schalke 04 und der 1. FC Nürnberg vor 45.000 Zuschauern das deutsche Fußballendspiel aus und 1936 wurde der 1. FC Nürnberg Deutscher Meister im Finale gegen Fortuna Düsseldorf. Berliner Vereine trugen ihre Spiele der Endrunde um die deutsche Meisterschaft aus, so Union Oberschöneweide, Hertha BSC, der Berliner SV 92, Blau-Weiß 90 und der BSC Kickers 1900.
Das Poststadion löste damit das Grunewaldstadion ab, wo die Endspiele 1922, 1923, 1924 und 1927 ausgetragen worden waren. Nach dem Bau des Olympiastadions an der Stelle des Grunewaldstadions für die Olympischen Spiele 1936 verlor das Poststadion seine Rolle als wichtigste Berliner Sportstätte. Alle Endspiele von 1937 bis 1944 sowie sechs Finals in den 1950er und 1960er Jahren fanden im Olympiastadion statt. Einen Tag vor dem Finale 1943 im Olympiastadion wurde das Spiel um Platz drei im Poststadion ausgetragen.
Die deutsche Fußballnationalmannschaft trug drei Spiele im Poststadion aus. Bei den Olympischen Spielen 1936 fanden hier die Vorrundenspiele der Fußballer statt. Beim Spiel der deutschen Fußballnationalmannschaft gegen Norwegen am 7. August 1936 wurde mit 55.000 Besuchern ein Zuschauerrekord in dem nunmehr erweiterten Stadion aufgestellt. Die deutsche Mannschaft verlor dabei unter den Augen der gesamten Führung des Dritten Reichs mit 0:2 und beraubte sich selbst aller Medaillenchancen. Dies war das letzte Länderspiel unter der Leitung des Reichstrainers Otto Nerz, dessen Nachfolger Sepp Herberger wurde. Das letzte Länderspiel in Berlin vor der Eröffnung des Olympiastadions gewann Deutschland 1936 vor 12.000 Zuschauern im Poststadion gegen Luxemburg mit 9:0.
Bereits vor der offiziellen Eröffnung der Sportanlagen fanden im Stadion Wettkämpfe statt. Im August 1927 wurden die Meisterschaftskämpfe des Reichsheeres und der Marine im Beisein des Reichspräsidenten von Hindenburg ausgetragen. Am 5. Juni 1928 wurden Windhundrennen durchgeführt.

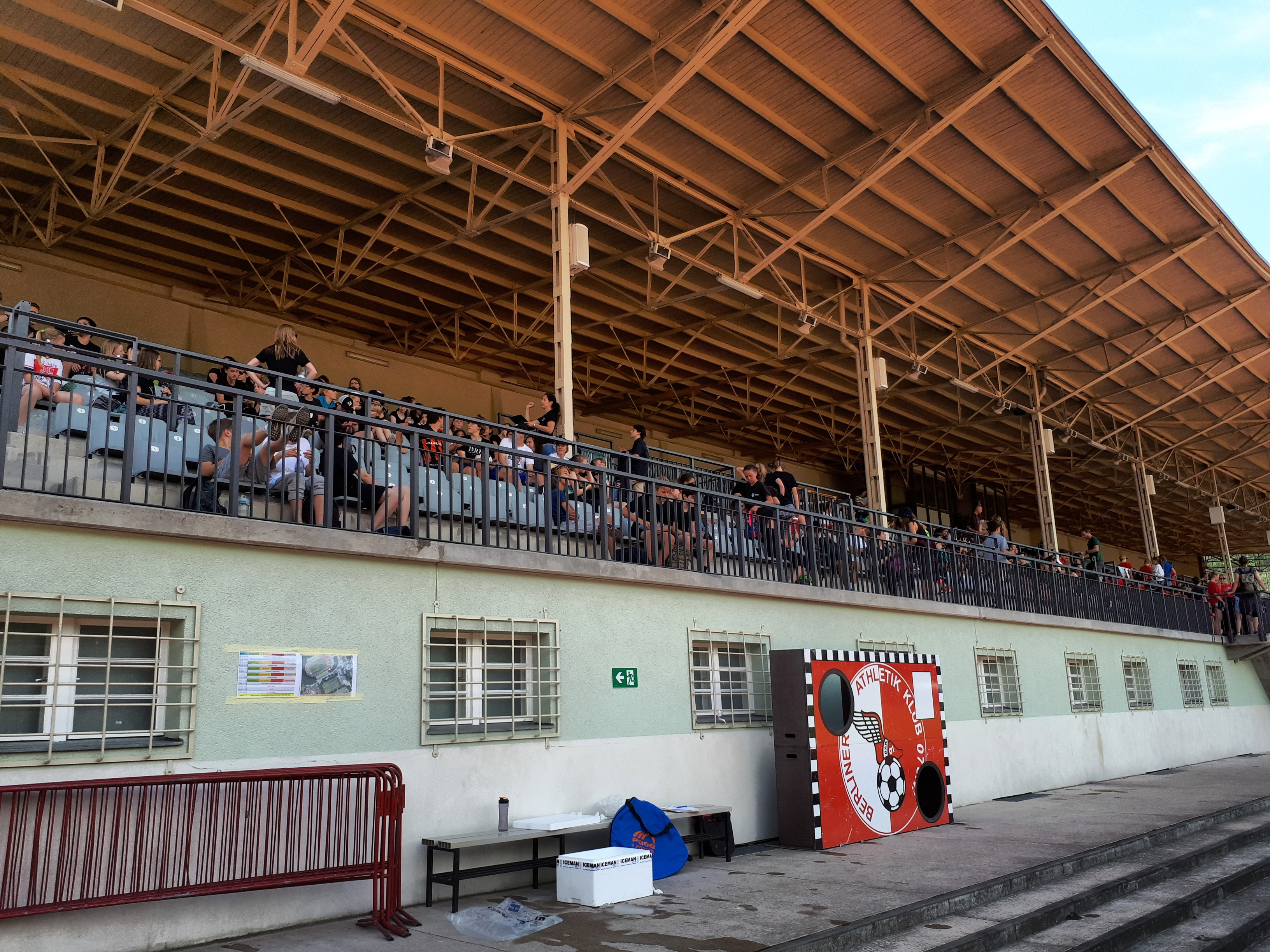
Tribüne des Stadions (2018)

Am 7. Juli 1935 wurde das Stadion zur Boxarena, als Max Schmeling gegen Paulino Uzcudun kämpfte. Die Kulisse des Poststadions wurden auch für politische Aktivitäten genutzt. So fand in der Zeit des Nationalsozialismus unter anderem eine Maikundgebung der Hitlerjugend am 1. Mai 1936 statt, bei der Adolf Hitler eine Rede hielt.
Am 20. Juni 1946 fand die erste öffentliche Kundgebung der SPD nach dem Zweiten Weltkrieg im Poststadion statt, als Redner trat Kurt Schumacher auf.
Das Poststadion wurde in den 1950er Jahren zur Heimspielstätte des SC Union 06, als ein Großteil der Mannschaft der SG Union Oberschöneweide aus Ost-Berlin flüchtete. Der neu gegründete Verein spielte in der Vertragsliga, der obersten Spielklasse West-Berlins, eine wichtige Rolle, wurde 1953 Berliner Meister und spielte im Poststadion oft vor ausverkauftem Haus.
Als Hertha BSC in den 1980er Jahren in die drittklassige Oberliga abstieg, trug der Verein seine Spiele im Poststadion aus. Auch für einige Heimspiele der Zweitligasaison 1988/89 wich Hertha wegen des mangelnden Zuschauerinteresses hierhin aus.
Von Ende 2014 bis 2017 standen auf dem Jugendsportplatz zwei Traglufthallen für bis zu 250 Flüchtlinge. Während der COVID-19-Pandemie hielten die Grünen von Berlin-Mitte im Jahr 2020 Parteitage im Stadion ab. 2021/22 dienten Räumlichkeiten des Tribünengebäudes als Testzentrum „Berlin Zentral“ für kostenlose Corona-Schnelltests.

## Nutzung

### Fußball

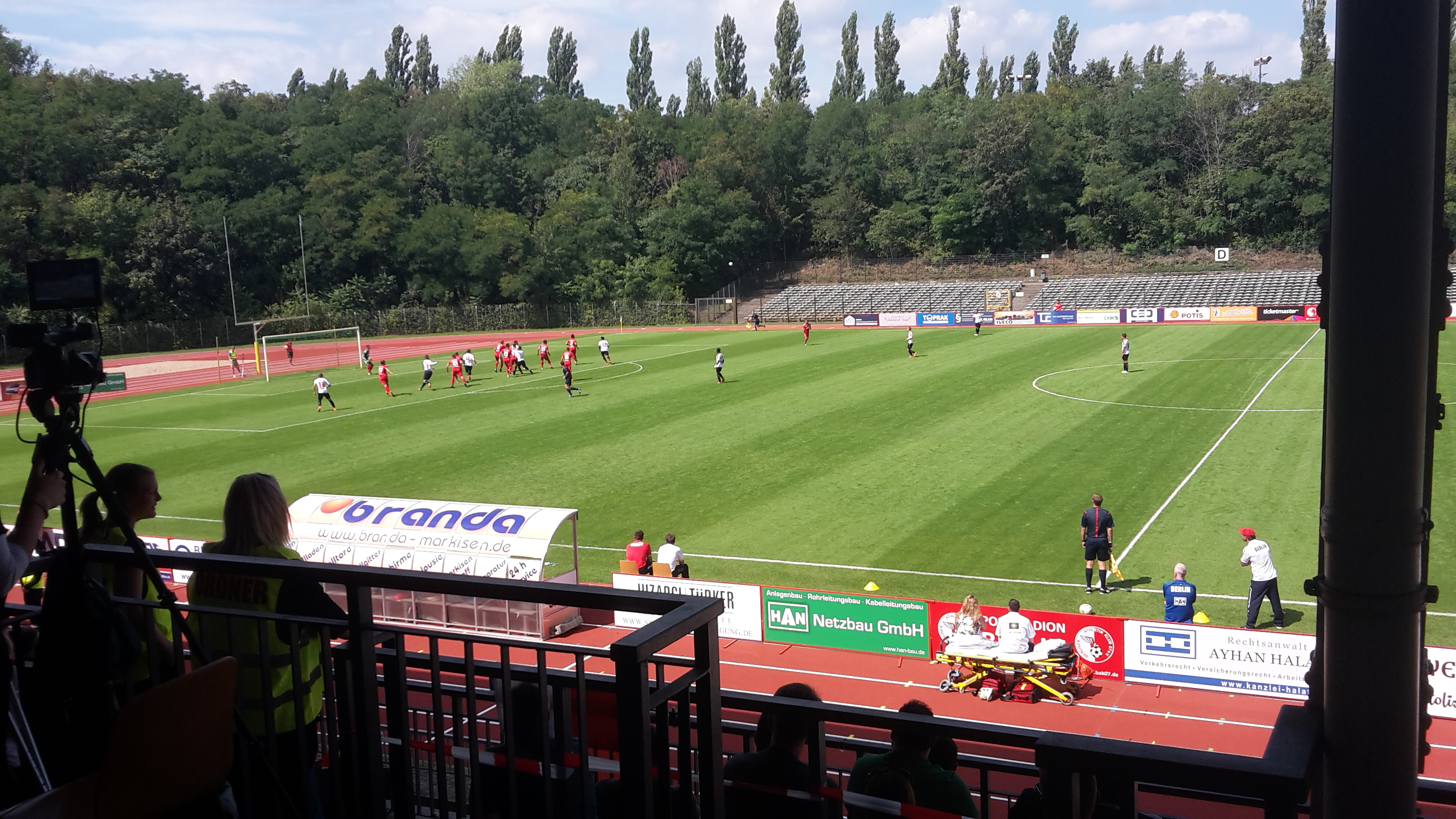
Berliner AK 07 – ZFC Meuselwitz in der Saison 2016/17

Die Sportanlagen dienen als Trainings- und Spielstätte für über 200 Vereine sowie für den Schulsport. Sie wird vom Bezirksamt Mitte verwaltet.
In der Saison 2007/08 trug der Oberligist SV Yeşilyurt Berlin seine Heimspiele im Hauptstadion aus. Inzwischen wurde der Verein aufgelöst. Auf den Nebenplätzen tragen unter anderem der BFC Tur Abdin, SC Union 06 Berlin, Minerva 93 Berlin und der ASV Berlin ihre Heimspiele aus. Der Regionalligist Berliner AK 07 (BAK) trägt seine Heimspiele im Hauptstadion aus. Im Jahr 2008 erwog Tennis Borussia Berlin kurzzeitig eine Rückkehr in das Poststadion zur Saison 2009/10 sowie eine umfassende Sanierung des Stadions, das danach 16.000 Zuschauer fassen sollte. Die Pläne wurden nicht verwirklicht.
Am 15. August 2010 trug der Berliner AK 07 sein Heimspiel in der ersten Runde des DFB-Pokals gegen den 1. FSV Mainz 05 im Poststadion aus, nachdem es in der Sommerpause entsprechend hergerichtet worden war. Am 18. August 2012 gelang den Berlinern in der ersten Runde des DFB-Pokals eine Sensation, der Regionalligist schickte die TSG 1899 Hoffenheim mit einem 4:0 nach Hause und zog damit in die zweite Runde ein, in der der BAK allerdings mit 3:0 gegen den TSV 1860 München verlor und somit ausschied.

### Leichtathletik
Seit 1949 benutzt der ASV Berlin e. V. den Hauptplatz als Trainingsstätte. Die Leichtathletikabteilung stellt seitdem viele Berliner und Deutsche Meister und hatte in den 1960er Jahren ihre größten Erfolge.

### Tennis
Die acht Tennisplätze sind an einen Tennisverein verpachtet. Seit 1990 werden keine größeren Sportveranstaltungen mehr ausgetragen.

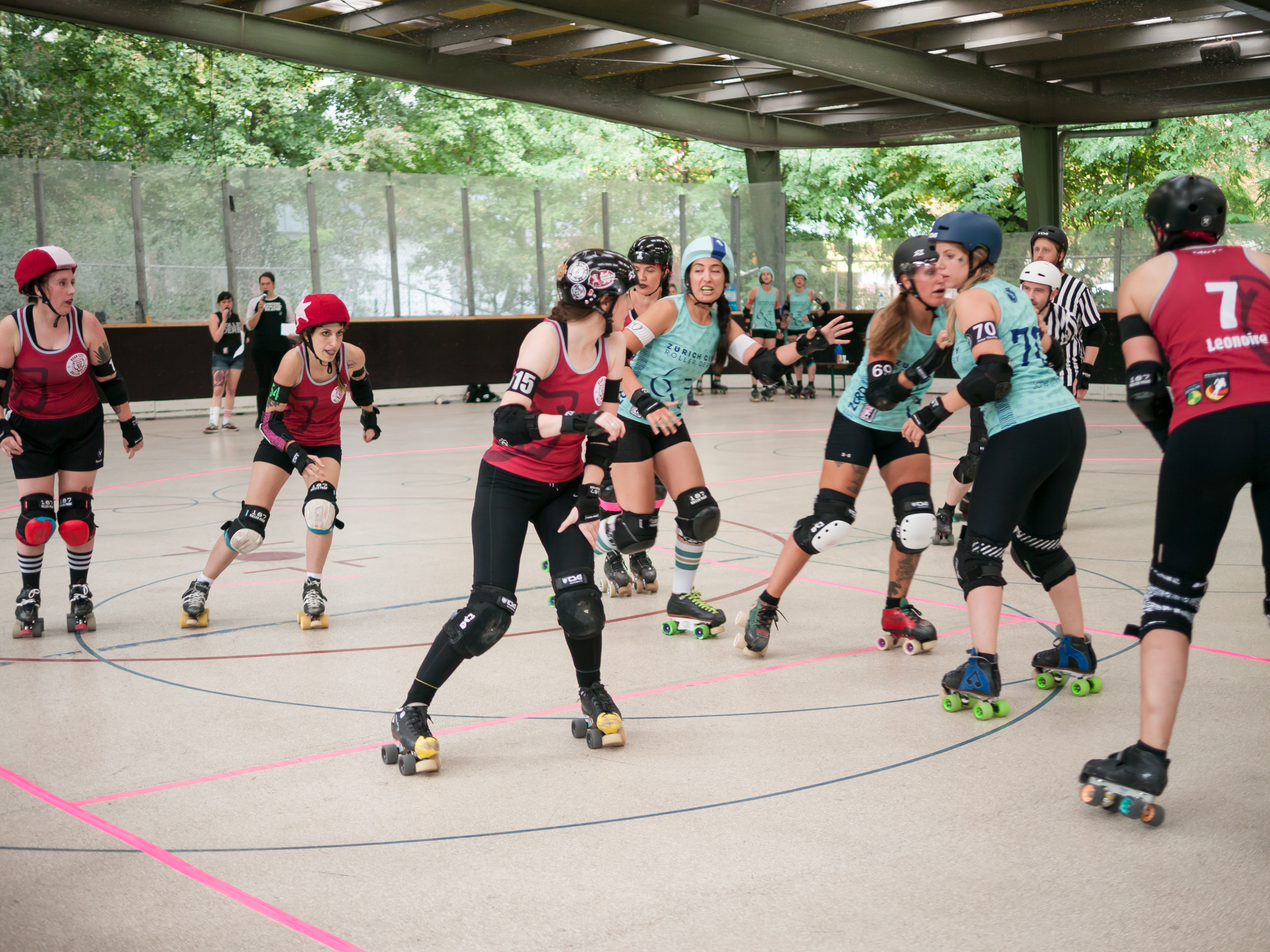
Rollschuhbahn mit Dach und Beleuchtung

### Inline-Skaterhockey
Die Rollsportanlage ist seit dem Jahr 2011 offizielle Spielfläche der Deutschen Inline-Skaterhockey-Liga (ISHD). Neben den Berlin Buffalos, die in der 1. Bundesliga spielen, die Fläche als Ersatzspielstätte für ihre Heimspiele nutzen, beherbergt das Poststadion die Spreewölfe Berlin. Deren Männer spielen seit dem Jahr 2011 in der Regionalliga Nord, die Frauen in der Bundesliga.

### Inlinehockey
Auch für Inlinehockey wird die Rollsportanlage genutzt. Die Hauptstadt Jungs Berlin, die in der Bundesliga antreten, richten dort seit 2012 jährlich im Sommer den Hauptstadt Cup aus.

### Roller Derby
Die Rollsportanlage wird als Heimspielstätte der Roller Derby Leagues Bear City Roller Derby und Berlin Rollergirls genutzt.

### Kraftsport

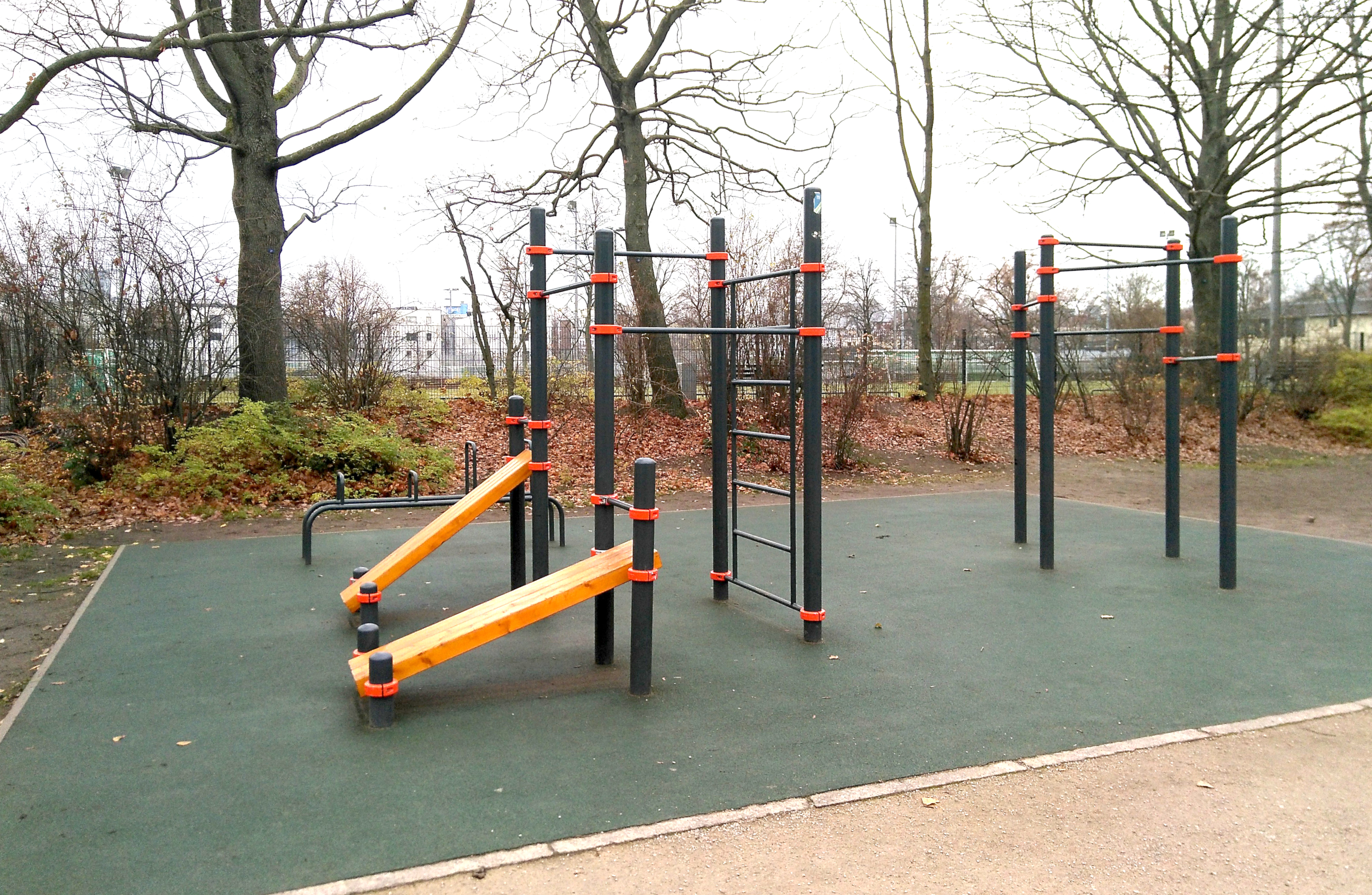
Kraftsportanlage

Die Kraftsport-Anlage ist vereinsungebunden und steht allen zur Nutzung zur Verfügung.

### Klettersport
Im Sportpark Moabit steht das Kletterzentrum des Deutschen Alpenvereins Sektion Berlin e. V. Die Kletterhalle hat eine Höhe von 16 m über dem Gelände und ist durch eine Tribüne und die geschossweisen Galerien einsehbar.

### American Football
Das Poststadion ist Austragungsort von Heimspielen der Berlin Adler.

### Skateboard
Der Skatepark ist vereinsungebunden und steht allen zur Nutzung zur Verfügung.